# 日耳曼多神教

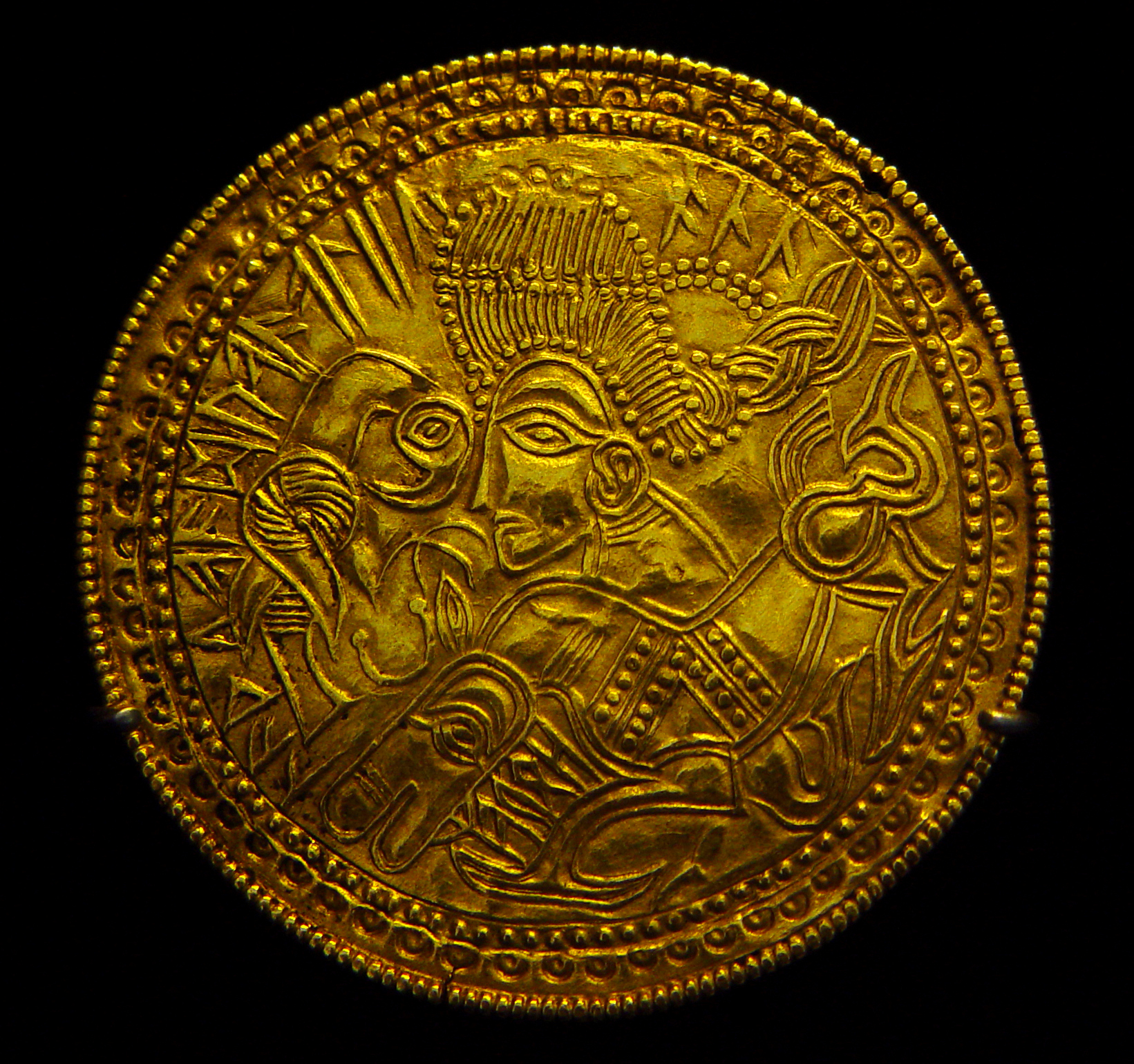
一枚製作於5世紀至6世紀之間的金盤。上面繪製的神祇可能是奧丁

日耳曼宗教、亦稱日耳曼多神教、日耳曼異教是基督教普及之前北歐及日耳曼族群宗教傳統的統稱。日耳曼多神教隨歐洲的基督教化逐漸式微，但後來一部分日耳曼多神教的內容以民間傳說的形式得以延續。
日耳曼宗教是多神教，與其他印歐語系宗教有幾個共同點。 晚期北歐傳統中最重要的神是奧丁和索爾。在更早的時候，主神可能是Tiwaz（古挪威語：Týr；古德語：Ziu；盎格魯撒克遜語：Tiw）。
然而，日耳曼多神教沒有中央宗教機構，也沒有涵蓋整個日耳曼地區的共同教條。 因此，各個社區實踐宗教的方式存在很大的區域差異。有些神在某些地方可能比其他地方更重要，而習俗因地區和時期而異。與其他宗教一樣，日耳曼也是一種動態的文化結構，其形式和內容適應其所在的的社會環境。

## 分布与起源

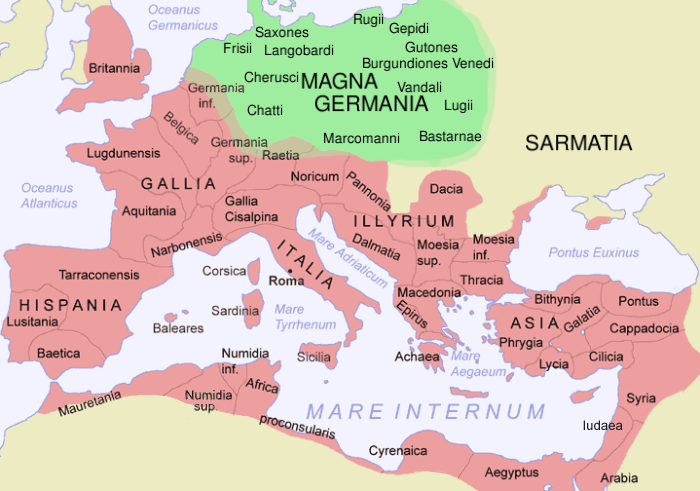
公元2世纪的欧洲地图，綠色区域为日耳曼人居住的区域

古罗马时代，罗马人将莱茵河以东、多瑙河以北，直至波罗的海的日耳曼人居住区域称为日耳曼尼亚:59-63。这一时期，日耳曼人并未形成一个统一的族群，但日耳曼不同族群之间的信仰存在相似之处。目前，人们对日耳曼多神教的具体起源知之甚少:9-14。古代的邊界更多地是作為不同政治和文化影響範圍之間的緩衝區，而不是現代邊界，因此混合文化在這些地區蓬勃發展。这套日耳曼人的信仰体系就很可能是在民族大迁徙不断吸收其他信仰之后形成的，凯尔特文化以及古罗马文化都对这套信仰体系产生过影响。從中世紀文本中可得知，日耳曼人多神教的宇宙論系統可能是早期兩種宗教形式融合的結果，即亞薩神族傳統和華納神族傳統。
学者约翰·托尔·尤因认为，日耳曼多神教的一些细节因地区、家族，甚至个人而异，但大体框架是一致的:9。

## 记录
关于日耳曼多神教的口头文学故事在基督教化后，很可能受到天主教会的压制:180，一些流传至今的民间传说也很可能受到了基督教的影响:11-16。文字记录方面，关于日耳曼多神教的文字记录存留不多，而且大部分记录者并非日耳曼多神教的信仰者。由日耳曼语写成、成书于冰岛中世纪时期的《诗体埃达》、《散文埃达》，以及《斯卡尔迪诗歌》虽然对现代人了解日耳曼多神教非常重要，但这些文献成书时冰岛已基督教化，不难推定这些文献的编者是基督徒:154。其他一些文献，诸如中古高地德語写成的《尼伯龙根之歌》、古英语写成的《贝奥武夫》，作者的宗教背景也都是基督教:170。
不过，通过语言学的比较法对比相近语言同义词，可以还原一些日耳曼多神教的名词。例如，日耳曼语族的诸多语言都使用类似的中性名词来指代日耳曼多神教中的神祗，例如，哥特语中是guþ，古英语中是god，古高地德语是got，古诺斯语是guð。由此，就不难推出这些词汇都源自原始印欧语中一个代指神祗的词:14-16。

## 宗教仪式

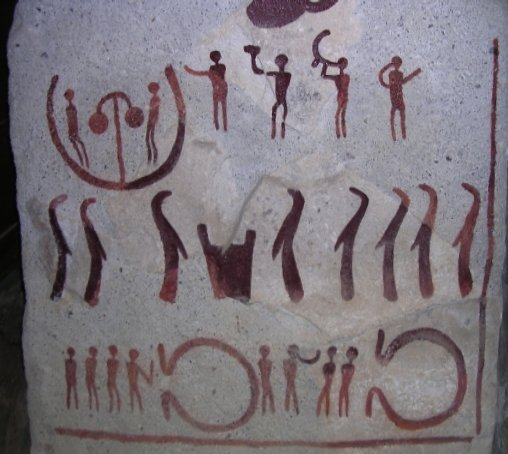
瑞典维京国王墓中的一幅宗教壁画，成于公元前15世纪

关于早期的日耳曼多神教，目前只能通过考古发现推测出一些相关的情况。早期日耳曼人认为沼泽是十分神圣的。考古学家曾在一些沼泽旁发掘出古代日耳曼人留下的夸张刻画性別特征的木像。现代学者推定日耳曼人认为丰饶女神那瑟斯就居住在一个四面环水的岛屿中，因此早期日耳曼人将水与丰饶女神联系在一起，在稍后期的日耳曼多神教信仰中，这一点得到延续。
无论是考古发现还是文字记载都证明，祭祀在日耳曼多神教中占有重要地位。甚至有记载表明，日耳曼多神教认为神也会举行祭祀。日耳曼多神教的祭祀中，祭品通常会被焚烧或投入湖中。在特定的节日，人们在举行祭祀的同时，还会举办盛大的宴会。目前考古人员已对部分日耳曼多神教祭祀场所的遗迹进行了考古发掘。
日耳曼多神教存在人牲现象，不过有时会用木像代替活人进行祭祀。考古人员曾在沼泽边的遗迹中发现了被杀害者的遗骸。这些被害者都是因受到突然而猛烈的攻击而死的。有些时候，这些人牲会被石头或者树枝压在沼泽里。丹麦历史学家艾伦·A.·隆德（Allan A. Lund）认为，这些人牲因为被指认为带来不幸的巫师而被杀害；古日耳曼多神教认为，在泥沼中杀死这些人，能使他们无法进入另一个世界，只能在两个世界的边缘中徘徊。
日耳曼多神教的祭祀仪式中，还会将武器破坏后献祭给神明。古代的一些记录表明，日耳曼人会将手下败将的武器献祭给奥丁。在斯堪的那维亚南部，考古人员在一些湖泊的底部发现了日耳曼人向湖中投掷的兵器。在这些遗迹附近，并未发现人类的骨骼，只有一些遗址附近存有马之类的动物骨骼。
后期日耳曼多神教的宗教仪式中会使用卢恩字母。考古证据表明，卢恩字母大约在公元2世纪出现于斯堪的那维亚南部，直到公元14世纪，卢恩字母才逐渐消亡。目前，虽然学界关于卢恩字母是否被用于宗教活动以外的日常书写这一点尚存争论，但目前大部分学者都认为，如果卢恩字母仅仅是一种宗教符号的话，很难存活如此长的时间。

## 基督教化

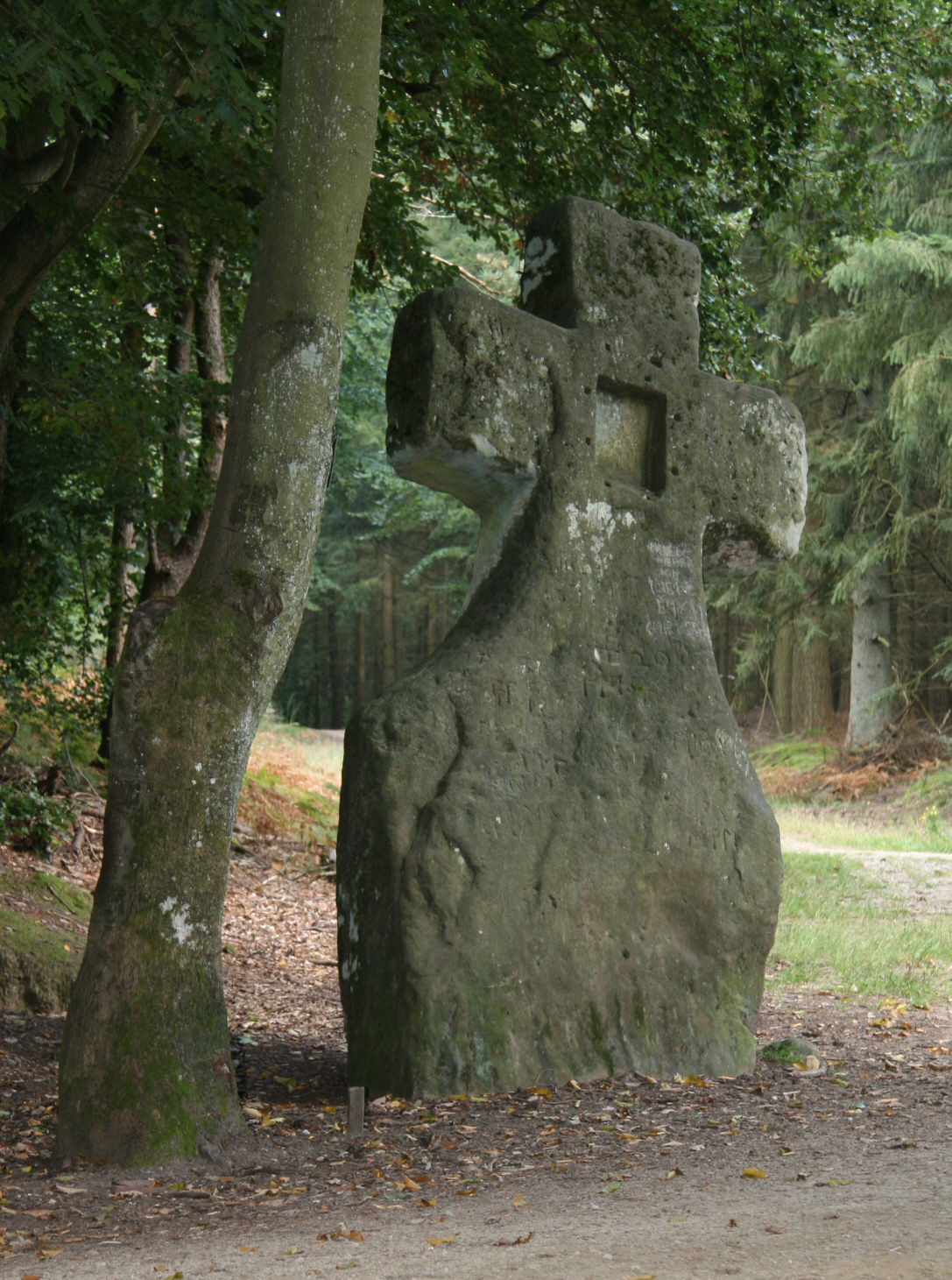
一块被改造为十字架的日耳曼多神教立石

虽然基督教化在部分地区受到比较激烈的抵抗，但随着日耳曼人基督教化的进行，日耳曼多神教逐渐式微。不过，一些日耳曼多神教相关的故事以民间传说、神话一类的形式流传至今。20世纪以后，一些活动人士希望根据流传下来的记录重建日耳曼多神教信仰，例如日耳曼新异教运动。